# Griekenland op de Olympische Zomerspelen 2008
Griekenland nam deel aan de Olympische Zomerspelen 2008 in Peking, China. Griekenland was gastland van de eerste Zomerspelen in 1896 en deed in 2008 voor de 26e keer mee. Op de vorige Spelen, in eigen land, werd een recordaantal goud (6) en totaal aantal medailles (16) behaald sinds 1896. Op deze Spelen werd er geen enkele gouden medaille gewonnen en bleef het totale aantal beperkt tot vier, waarvan later nog een bronzenplak werd kwijt gespeeld.

## Medailleoverzicht
| Sport     | Olympiër                                               | Discipline             | Medaille |
| --------- | ------------------------------------------------------ | ---------------------- | -------- |
| Roeien    | Dimitrios Mougios Vasileios Polymeros                  | lichte dubbel-twee (m) | Zilver   |
| Taekwondo | Alexandros Nikolaidis                                  | +81kg (m)              | Zilver   |
| Zeilen    | Sofia Bekatorou Virginia Kravarioti Sofia Papadopoulou | yngling (v)            | Brons    |

Op 17 november 2016 raakte Hrysopiyi Devetzi haar bronzen medaille, behaald in de atletiek bij het hink-stap-springen, kwijt.

## Deelnemers en resultaten per onderdeel

### Atletiek
| Olympiër                                                                               | Discipline               | Resultaat | Prestatie                                                                            |
| -------------------------------------------------------------------------------------- | ------------------------ | --------- | ------------------------------------------------------------------------------------ |
| Konstadinos Douvalidis                                                                 | 110m horden (m)          | 11e       | serie 6: 1ste in 13,49 kwartfinale 1: 4de in 13,46 (NR) halve finale 1: 5de in 13,55 |
| Periklis Iakovakis                                                                     | 400m horden (m)          | 8e        | serie 4: 2de in 49,50 halve finale 2: 4de in 48,69 finale: 8ste in 49,96             |
| Konstadinos Anastasiou Stylianos Dimotsios Dimitrios Gravalos Pantelis Melachroinoudis | 4x400m (m)               | 14e       | serie 2: 7de in 3.04,30                                                              |
| Konstadinos Stefanopoulos                                                              | 50km snelwandelen (m)    | 37e       | 4:07.53                                                                              |
| Louis Tsatoumas                                                                        | verspringen (m)          | DNF       | kwalificatie groep A: 1ste met 8,27m finale: geen geldige poging                     |
| Dimitrios Tsiamis                                                                      | hink-stap-springen (m)   | 23e       | kwalificatie groep B: 11de met 16,65m                                                |
| Konstadinos Baniotis                                                                   | hoogspringen (m)         | 37e       | kwalificatie groep A: 19de met 2,10m                                                 |
| Mihail Stamatoyiannis                                                                  | kogelstoten (m)          | 36e       | kwalificatie groep A: 18de met 18,45m                                                |
| Ioannis-Georgios Smalios                                                               | speerwerpen (m)          | 27e       | kwalificatie groep B: 13de met 71,87m                                                |
| Alexandros Papadimitriou                                                               | kogelslingeren (m)       | 18e       | kwalificatie groep A: 8ste met 74,33m                                                |
|                                                                                        |                          |           |                                                                                      |
| Dimitra Dova                                                                           | 400m (v)                 | 29e       | serie 5: 5de in 52,69                                                                |
| Konstadina Efedaki                                                                     | 1500m (v)                | 24e       | serie 1: 10de in 4.15,02                                                             |
| Flora Redoumi                                                                          | 100m horden (v)          | 35e       | serie 3: 7de in 13,56                                                                |
| Irini Kokkinariou                                                                      | 3000m steeplechase (v)   | 46e       | serie 2: 15de in 10.22,39                                                            |
| Eleni Donta                                                                            | marathon (v)             | 60e       | 2:46.44                                                                              |
| Athanasia Tsoumeleka                                                                   | 20km snelwandelen (v)    | DSQ       | 1:27.54                                                                              |
| Evaggelia Xinou                                                                        | 20km snelwandelen (v)    | 25e       | 1:32.19                                                                              |
| Despina Zapounidou                                                                     | 20km snelwandelen (v)    | 41e       | 1:39.11                                                                              |
| Hrysopiyi Devetzi                                                                      | verspringen (v)          | 14e       | kwalificatie groep A: 8ste met 6,57m                                                 |
| Hrysopiyi Devetzi                                                                      | hink-stap-springen (v)   | DSQ       | gediskwalificeerd                                                                    |
| Athanasia Perra                                                                        | hink-stap-springen (v)   | DNF       | kwalificatie groep A: geen geldige poging                                            |
| Antonia Stergiou                                                                       | hoogspringen (v)         | 24e       | kwalificatie groep A: 11de met 1,85m                                                 |
| Nikoleta Kyriakopoulou                                                                 | polsstokhoogspringen (v) | 27e       | kwalificatie groep B: 15de met 4,15m                                                 |
| Afroditi Skafida                                                                       | polsstokhoogspringen (v) | 19e       | kwalificatie groep A: 9de met 4,30m                                                  |
| Irini Terzoglou                                                                        | kogelstoten (v)          | 26e       | kwalificatie groep A: 14de met 16,50m                                                |
| Dorothea Kalpakidou                                                                    | discuswerpen (v)         | 35e       | kwalificatie groep B: 17de met 53,00m                                                |
| Savva Lika                                                                             | speerwerpen (v)          | 15e       | kwalificatie groep A: 8ste met 59,11m                                                |
| Stiliani Papadopoulou                                                                  | kogelslingeren (v)       | 11e       | kwalificatie groep A: 5de met 69,36m finale: 9de met 64,97m                          |
| Alexandra Papageorgiou                                                                 | kogelslingeren (v)       | 28e       | kwalificatie groep B: 13de met 66,72m                                                |
| Argyro Strataki                                                                        | zevenkamp (v)            | 24e       | 5893 punten                                                                          |

### Basketbal
| Olympiër | Discipline | Resultaat | Prestatie |
| --- | ---------- | --------- | --- |
| Ioannis Bourousis Dimitrios Diamantidis Antonios Fotsis Andreas Glyniadakis Theodoros Papaloukas Mikhailis Pelekanos Georgios Printezis Sofoklis Schortsanitis Vasileios Spanoulis Kostas Tsartsaris Panagiotis Vasilopoulos Nikos Zisis | mannen     | 5e        | groep B: 3de V van Spanje: 66-81 W van Duitsland: 87-64 V van Verenigde Staten: 69-92 W van Angola: 102-61 W van China: 91-77 kwartfinale: V van Argentinië: 78-80 |

| Groep B |                  |             |             |             |        |        |        |        |
| #       | Land             | Wedstrijden | Wedstrijden | Wedstrijden | Punten | Punten | Punten | Punten |
| #       | Land             | G           | W           | V           | V      | T      | Saldo  | Punten |
| 1       | Verenigde Staten | 5           | 5           | 0           | 515    | 354    | +161   | 10     |
| 2       | Spanje           | 5           | 4           | 1           | 418    | 369    | +49    | 9      |
| 3       | Griekenland      | 5           | 3           | 2           | 415    | 375    | +40    | 8      |
| 4       | China            | 5           | 2           | 3           | 366    | 400    | -34    | 7      |
| 5       | Duitsland        | 5           | 1           | 4           | 330    | 390    | -60    | 6      |
| 6       | Angola           | 5           | 0           | 5           | 321    | 477    | -156   | 5      |

| Ronde       | Datum  | Plaats           | Land   | Score       | Land |
| ----------- | ------ | ---------------- | ------ | ----------- | ---- |
| Groepsfase  |        |                  |        |             |      |
| 10 augustus | Peking | Spanje           | 81-66  | Griekenland |      |
| 12 augustus | Peking | Griekenland      | 87-64  | Duitsland   |      |
| 14 augustus | Peking | Verenigde Staten | 92-69  | Griekenland |      |
| 16 augustus | Peking | Griekenland      | 102-61 | Angola      |      |
| 18 augustus | Peking | Griekenland      | 91-77  | China       |      |
| Kwartfinale |        |                  |        |             |      |
| 20 augustus | Peking | Argentinië       | 80-78  | Griekenland |      |

### Boksen
| Olympiër       | Discipline | Resultaat | Prestatie                                                                             |
| -------------- | ---------- | --------- | ------------------------------------------------------------------------------------- |
| Georgios Gazis | -75kg (m)  | 9e        | 1ste ronde: W van COD Biembe: 7-2 2de ronde: V van ECU Gongora: 1-12                  |
| Elias Pavlidis | -91kg (m)  | 5e        | 1ste ronde: vrij 2de ronde: W van MNE Gajovic: 7-3 kwartfinale: V van CUB Acosta: 4-7 |

### Boogschieten
| Olympiër         | Discipline      | Resultaat | Prestatie |
| ---------------- | --------------- | --------- | --- |
| Evangelia Psarra | individueel (v) | 33e       | plaatsingsronde: 50ste met 613 punten 1ste ronde: V van CHN Chen: 101-110                                                                                 |
| Elpida Romantzi  | individueel (v) | 9e        | plaatsingsronde: 49ste met 614 punten 1ste ronde: W van TUR Satur: 105-103 2de ronde: W van GEO Esebua: 102-102 (10-9) 3de ronde: V van KOR Park: 103-115 |

### Gewichtheffen
| Olympiër                 | Discipline | Resultaat | Prestatie                                                    |
| ------------------------ | ---------- | --------- | ------------------------------------------------------------ |
| Konstantinos Gkaripis    | -94kg (m)  | 14e       | trekken: 16de met 160kg stoten: 13de met 200kg totaal: 360kg |
| Anastasios Triantafyllou | -94kg (m)  | 15e       | trekken: 17de met 155kg stoten: 15de met 196kg totaal: 351kg |
| Nikolaos Kourtidis       | -105kg (m) | 9e        | trekken: 12de met 176kg stoten: 9de met 221kg totaal: 397kg  |
|                          |            |           |                                                              |
| Victoria Mavridou        | +75kg (v)  | 9e        | trekken: 9de met 105kg stoten: 10de met 126kg totaal: 231kg  |

### Gymnastiek
| Olympiër                                                                                                  | Discipline               | Resultaat | Prestatie                             |
| Ritmisch                                                                                                  | Ritmisch                 | Ritmisch  | Ritmisch                              |
| --- | ------------------------ | --------- | ------------------------------------- |
| Eleni Andriola                                                                                            | individueel (v)          | 21e       | kwalificatie: 21ste met 59,700 punten |
| Dimitra Kafalidou Vasiliki Maniou Olga-Afroditi Pilaki Paraskevi Pleksida Ioanna Samara Nikoletta Tsagari | team (v)                 | 9e        | kwalificatie: 9de met 31,000 punten   |
| Turnen |                          |           |                                       |
| Vlasios Maras                                                                                             | sprong (m)               | 11e       | kwalificatie: 11de met 15,987 punten  |
| Vlasios Maras                                                                                             | rekstok (m)              | 60e       | kwalificatie: 60ste met 13,975 punten |
| |                          |           |                                       |
| Stefani Bismpikou                                                                                         | individuele meerkamp (v) | 39e       | kwalificatie: 39ste met 56,625 punten |

### Judo
| Olympiër              | Discipline | Resultaat | Prestatie |
| --------------------- | ---------- | --------- | --- |
| Lavrentios Alexanidis | -60kg (m)  | 13e       | voorronde: vrij 1ste ronde: W van AUS D'Aquino: ippon 2de ronde: V van NED Houkes: koka herkansingen: V van CAN Will: ippon |
| Tariel Zintiridis     | -66kg (m)  | 21e       | voorronde: vrij 1ste ronde: V van USA Takata: yuko                                                                          |
| Ilias Iliadis         | -90kg (m)  | 20e       | voorronde: vrij 1ste ronde: V van NED Huizinga: ippon                                                                       |

### Kanovaren
| Olympiër             | Discipline    | Resultaat | Prestatie                                                                  |
| Slalom               | Slalom        | Slalom    | Slalom                                                                     |
| -------------------- | ------------- | --------- | -------------------------------------------------------------------------- |
| Christos Tsakmakis   | C-1 (m)       | 7e        | voorronde: 8ste in 177,54 halve finale: 6de in 92,18 finale: 7de in 186,67 |
|                      |               |           |                                                                            |
| Christos Tsakmakis   | K-1 (v)       | 11e       | voorronde: 12de in 221,97 halve finale: 11de in 118,99                     |
| Sprint               |               |           |                                                                            |
| Andreas Kiligkaridis | C-1 500m (m)  | 15e       | serie 3: 5de in 1.54,541 halve finale 2: 5de in 1.56,310                   |
| Andreas Kiligkaridis | C-1 1000m (m) | 14e       | serie 3: 5de in 4.18,488 halve finale 2: 5de in 4.04,627                   |

### Roeien
| Olympiër                              | Discipline             | Resultaat | Prestatie |
| ------------------------------------- | ---------------------- | --------- | --- |
| Ioannis Christou                      | skiff (m)              | 10e       | serie 1: 3de in 7.29,86 kwartfinale 2: 3de in 6.58,28 halve finale 2: 4de in 7.06,02 finale B: 4de in 7.17,74 |
| Dimitrios Mougios Vasileios Polymeros | lichte dubbel-twee (m) | Zilver    | serie 1: 2de in 6.16,10 halve finale 2: 1ste in 6.24,61 finale: 2de in 6.11,72                                |
|                                       |                        |           | |
| Chrysi Biskitzi Alexandra Tsiavou     | lichte dubbel-twee (v) | 6e        | serie 2: 5de in 7.05,95 herkansingen: 2de in 7.24,55 halve finale 2: 3de in 7.11,99 finale: 6de in 7.04,61    |

### Schietsport
| Olympiër              | Discipline | Resultaat | Prestatie                                           |
| --------------------- | ---------- | --------- | --------------------------------------------------- |
| Georgios Salavantakis | skeet (m)  | 33e       | kwalificatie: 33ste met 109 punten (21-20-23-23-22) |

### Schoonspringen
| Olympiër                  | Discipline    | Resultaat | Prestatie                       |
| ------------------------- | ------------- | --------- | ------------------------------- |
| Eftychia Papavasilopoulou | 10m toren (v) | 26e       | voorronde: 26ste met 252 punten |

### Synchroonzwemmen
| Olympiër                              | Discipline | Resultaat | Prestatie                                                           |
| ------------------------------------- | ---------- | --------- | ------------------------------------------------------------------- |
| Evanthia Makrygianni Despoina Solomou | duet       | 10e       | kwalificatie: 10de met 91,418 punten finale: 10de met 91,501 punten |

### Taekwondo
| Olympiër              | Discipline | Resultaat | Prestatie |
| --------------------- | ---------- | --------- | --- |
| Alexandros Nikolaidis | +80kg (m)  | Zilver    | voorronde: W van KAZ Chilmanov: 4-3 kwartfinale: W van MAR Zrouri: 5-4 halve finale: W van NGR Chukwumerije: 3-2 finale: V van KOR Cha: 4-5 |
|                       |            |           | |
| Elisavet Mystakidou   | -67kg (v)  | 11e       | voorronde: V van PUR Ocasio: 0-1 |
| Kyriaki Kouvari       | +67kg (v)  | 11e       | voorronde: V van BRA Falavigna: 1-3 |

### Tafeltennis
| Olympiër                                            | Discipline    | Resultaat | Prestatie |
| --------------------------------------------------- | ------------- | --------- | --- |
| Panagiotis Gionis                                   | enkelspel (m) | 33e       | voorronde: vrij 1ste ronde: W van BRA Tsuboi: 4-0 (11-7, 11-3, 11-5, 11-5) 2de ronde: V van HKG Ko: 3-4 (5-11, 11-7, 4-11, 12-10, 8-11, 11-4, 4-11)                      |
| Kalinikos Kreanga                                   | enkelspel (m) | 9e        | voorronde: vrij 1ste ronde: vrij 2de ronde: vrij 3de ronde: W van JPN Mizutani: 4-1 (9-11, 11-9, 11-4, 11-8, 11-3) 4de ronde: V van CHN Ma: 0-4 (5-11, 5-11, 3-11, 7-11) |
| Panagiotis Gionis Kalinikos Kreanga Ntaniel Tsiokas | team (m)      | 9e        | groep A: 3de V van China: 0-3 V van Oostenrijk: 0-3 W van Australië: 3-0                                                                                                 |

### Tennis
| Olympiër                        | Discipline     | Resultaat | Prestatie                                          |
| ------------------------------- | -------------- | --------- | -------------------------------------------------- |
| Eleni Daniilidou                | enkelspel (v)  | 33e       | 1ste ronde: V van FRA Razzano: 3-6, 3-6            |
| Eleni Daniilidou Anna Gerasimou | dubbelspel (v) | 17e       | 1ste ronde: V van SUI Gagliardi/Schnyder: 0-6, 4-6 |

### Triatlon
| Olympiër     | Discipline | Resultaat | Prestatie      |
| ------------ | ---------- | --------- | -------------- |
| Deniz Dimaki | vrouwen    | DNF       | niet gefinisht |

### Volleybal
| Olympiër                                  | Discipline | Resultaat | Prestatie |
| ----------------------------------------- | ---------- | --------- | --- |
| Vassiliki Arvaniti Vasso Karantasiou      | vrouwen    | 19e       | groep F: 4de V van AUT Schwaiger/S Schwaiger: 0-2 (18-21, 18-21) V van MEX Candelas/Garcia: 1-2 (21-17, 16-21, 12-15) V van BRA Antunes/Ribeiro: 0-2 (20-22, 19-21)                                                |
| Efthalia Koutroumanidou Maria Tsiartsiani | vrouwen    | 9e        | groep D: 3de V van CHN Xue/Zhang: 1-2 (18-21, 21-19, 12-15) W van RSA Augoustides/Nel: 2-0 (21-12, 21-8) V van GER Goller/Ludwig: 0-2 (22-24, 12-21) 2de ronde: V van AUS Hinchley/Cook: 1-2 (20-22, 21-19, 12-15) |

### Waterpolo

#### Mannen
| Olympiër | Discipline | Resultaat | Prestatie |
| --- | ---------- | --------- | --- |
| Khristos Afroudakis Georgios Afroudakis Nikolaos Deligiannis Konstantinos Kokkinakis Dimitrios Mazis Dimitrios Miteloudis Emmanouil Mylonakis Georgios Ntoskas Georgios Reppas Anastasios Skhizas Argyris Theodoropoulos Ioannis Thomakos Antonios Vlontakis | mannen     | 7e        | groep B: 5de V van Australië: 8-12 V van Hongarije: 6-17 V van Montenegro: 6-10 W van Canada: 13-7 V van Spanje: 6-10 7-12de plek: W van China: 13-8 7-10de plek: W van Duitsland: 13-9 7-8ste plek: W van Australië: 9-8 |

| Groep B |             |             |             |             |             |        |        |        |        |
| #       | Land        | Wedstrijden | Wedstrijden | Wedstrijden | Wedstrijden | Punten | Punten | Punten | Punten |
| #       | Land        | G           | W           | G           | V           | V      | T      | Saldo  | Punten |
| 1       | Hongarije   | 5           | 4           | 1           | 0           | 60     | 36     | +24    | 9      |
| 2       | Spanje      | 5           | 4           | 0           | 1           | 52     | 34     | +18    | 8      |
| 3       | Montenegro  | 5           | 2           | 2           | 1           | 43     | 33     | +10    | 6      |
| 4       | Australië   | 5           | 2           | 1           | 2           | 45     | 40     | +5     | 5      |
| 5       | Griekenland | 5           | 1           | 0           | 4           | 39     | 56     | −17    | 2      |
| 6       | Canada      | 5           | 0           | 0           | 5           | 21     | 61     | −40    | 0      |

| Ronde       | Datum  | Plaats      | Land | Score       | Land |
| ----------- | ------ | ----------- | ---- | ----------- | ---- |
| Groepsfase  |        |             |      |             |      |
| 10 augustus | Peking | Australië   | 12-8 | Griekenland |      |
| 12 augustus | Peking | Griekenland | 6-17 | Hongarije   |      |
| 14 augustus | Peking | Montenegro  | 10-6 | Griekenland |      |
| 16 augustus | Peking | Canada      | 7-13 | Griekenland |      |
| 18 augustus | Peking | Spanje      | 10-6 | Griekenland |      |
| 7-12de plek |        |             |      |             |      |
| 20 augustus | Peking | Griekenland | 13-8 | China       |      |
| 7-10de plek |        |             |      |             |      |
| 22 augustus | Peking | Duitsland   | 9-13 | Griekenland |      |
| 7-8ste plek |        |             |      |             |      |
| 24 augustus | Peking | Australië   | 8-9  | Griekenland |      |

#### Vrouwen
| Olympiër | Discipline | Resultaat | Prestatie |
| --- | ---------- | --------- | --- |
| Stavroula Antonakou Alexandra Asimaki Georgia Ellinaki Angeliki Gerolymou Sofia Iosifidou Voula Kozomboli Georgia Lara Kiki Liosi Evi Moraitidou Katerina Oikonomopoulou Antigoni Roumbesi Christina Tsoukala Maria Tsouri | vrouwen    | 8e        | groep B: 4de V van Australië: 6-8 V van Nederland: 6-9 V van Hongarije: 4-10 7-8ste plek: V van Rusland: 6-12 |

| Groep B |             |             |             |             |             |        |        |        |        |
| #       | Land        | Wedstrijden | Wedstrijden | Wedstrijden | Wedstrijden | Punten | Punten | Punten | Punten |
| #       | Land        | G           | W           | G           | V           | V      | T      | Saldo  | Punten |
| 1       | Hongarije   | 3           | 2           | 1           | 0           | 28     | 20     | +8     | 5      |
| 2       | Australië   | 3           | 2           | 1           | 0           | 25     | 22     | +3     | 5      |
| 3       | Nederland   | 3           | 1           | 0           | 2           | 27     | 27     | 0      | 2      |
| 4       | Griekenland | 3           | 0           | 0           | 3           | 16     | 27     | -11    | 0      |

| Ronde       | Datum  | Plaats      | Land | Score       | Land |
| ----------- | ------ | ----------- | ---- | ----------- | ---- |
| Groepsfase  |        |             |      |             |      |
| 11 augustus | Peking | Griekenland | 6-8  | Australië   |      |
| 13 augustus | Peking | Griekenland | 6-9  | Nederland   |      |
| 15 augustus | Peking | Hongarije   | 10-4 | Griekenland |      |
| 7-8ste plek |        |             |      |             |      |
| 17 augustus | Peking | Hongarije   | 12-6 | Griekenland |      |

### Wielersport
| Olympiër                                                       | Discipline      | Resultaat | Prestatie                      |
| Baan                                                           | Baan            | Baan      | Baan                           |
| -------------------------------------------------------------- | --------------- | --------- | ------------------------------ |
| Vasileios Reppas                                               | sprint (m)      | 20e       | kwalificatie: 20ste in 10,966  |
| Athanasios Mantzouranis Vasileios Reppas Panagiotis Voukelatos | sprint team (m) | 10e       | kwalificatie: 10de in 45,645   |
| Athanasios Mantzouranis                                        | keirin (m)      | 13e       | serie 4: 5de herkansingen: 2de |
| Christos Volikakis                                             | keirin (m)      | 13e       | serie 3: 5de herkansingen: 2de |

### Worstelen
| Olympiër                | Discipline  | Resultaat   | Prestatie |
| Vrije stijl             | Vrije stijl | Vrije stijl | Vrije stijl |
| ----------------------- | ----------- | ----------- | --- |
| Emzarios Bentinidis     | -74kg (m)   | 9e          | kwalificatie: vrij 1ste ronde: W van CAN Gentry: 3-1 kwartfinale: V van UZB Tigiev: 0-3 herkansingen: V van ROU Stefan: 1-3 |
| Grieks-Romeins          |             |             | |
| Theodoros Tounousidis   | -97kg (m)   | 17e         | kwalificatie: vrij 1ste ronde: V van GEO Nozadze: 1-3                                                                       |
| Panagiotis Papadopoulos | -120kg (m)  | 18e         | kwalificatie: V van CHN Liu: 1-3                                                                                            |

### Zeilen
| Olympiër                                               | Discipline       | Resultaat | Prestatie                                  |
| ------------------------------------------------------ | ---------------- | --------- | ------------------------------------------ |
| Nikolaos Kaklamanakis                                  | RS:X (m)         | 8e        | 97 punten: (10-2-12-11-8-10-5-15-10-7)     |
| Evangelos Cheimonas                                    | laser (m)        | 15e       | 130 punten: (22-21-9-11-DSQ-BFD-9-6-8)     |
| Andreas Kosmatopoulos Andreas Papadopoulos             | 470 (m)          | 12e       | 101 punten: (5-26-11-8-5-5-18-3-20-29-BFD) |
|                                                        |                  |           |                                            |
| Athena Frai                                            | RS:X (v)         | 14e       | 107 punten: (15-15-16-10-19-5-11-9-15-11)  |
| Eftychia Mantzaraki                                    | laser radial (v) | 18e       | 115 punten: (14-18-14-18-16-8-5-22-24)     |
| Sofia Bekatorou Virginia Kravarioti Sofia Papadopoulou | yngling (v)      | Brons     | 48 punten: (10-12-9-3-2-OCS-3-3)           |
|                                                        |                  |           |                                            |
| Emilios Papathanasiou                                  | finn             | 15e       | 101 punten: (1-DNF-5-DNF-18-15-DNF-8)      |
| Iordanis Paschalidis Konstantinos Trigonis             | tornado          | 9e        | 82 punten: (2-5-12-7-2-12-4-10-6-13-DNF)   |

### Zwemmen
| Olympiër                                                               | Discipline            | Resultaat | Prestatie                     |
| ---------------------------------------------------------------------- | --------------------- | --------- | ----------------------------- |
| Apostolos Tsagkarakis                                                  | 50m vrije slag (m)    | 26e       | serie 10: 2de in 22,39        |
| Aristeidis Grigoriadis                                                 | 100m vrije slag (m)   | 48e       | serie 4: 6de in 50,62         |
| Andreas Zisimos                                                        | 200m vrije slag (m)   | 29e       | serie 5: 6de in 1.48,82       |
| Spyridon Gianniotis                                                    | 400m vrije slag (m)   | 24e       | serie 2: 3de in 3.49,32       |
| Spyridon Gianniotis                                                    | 1500m vrije slag (m)  | 12e       | serie 5: 5de in 14.53,32 (NR) |
| Aristeidis Grigoriadis                                                 | 100m rugslag (m)      | 17e       | serie 4: 5de in 54,71         |
| Dimitrios Chasiotis                                                    | 200m rugslag (m)      | 35e       | serie 3: 8ste in 2.02,30      |
| Romanos Alyfantis                                                      | 100m schoolslag (m)   | 50e       | serie 9: 8ste in 1.03,39      |
| Romanos Alyfantis                                                      | 200m schoolslag (m)   | 41e       | serie 3: 5de in 2.15,79       |
| Sotirios Pastras                                                       | 100m vlinderslag (m)  | 25e       | serie 4: 2de in 52,41 (NR)    |
| Romanos Alyfantis                                                      | 200m vlinderslag (m)  | 26e       | serie 5: 8ste in 1.57,99      |
| Ioannis Kokkodis                                                       | 200m wisselslag (m)   | 23e       | serie 3: 3de in 2.01,22       |
| Romanos Alyfantis                                                      | 400m wisselslag (m)   | 25e       | serie 4: 8ste in 4.23,41      |
| Vasileios Demetis                                                      | 400m wisselslag (m)   | 18e       | serie 2: 8ste in 2.18,40      |
| Vasileios Demetis Ioannis Giannoulis Nikolaos Xylouris Andreas Zisimos | 4x200m vrije slag (m) | 15e       | serie 2: 8ste in 7.18,26      |
| Spyridon Gianniotis                                                    | 10km open water (m)   | 16e       | 1:52.20,4                     |
|                                                                        |                       |           |                               |
| Martha Matsa                                                           | 50m vrije slag (v)    | 33e       | serie 9: 7de in 25,68         |
| Eleni Kosti                                                            | 100m vrije slag (v)   | 37e       | serie 3: 7de in 56,44         |
| Eleni Kosti                                                            | 200m vrije slag (v)   | 44e       | serie 3: 8ste in 2.04,55      |
| Eleftheria Evgenia Efstathiou                                          | 400m vrije slag (v)   | 27e       | serie 3: 4de in 3.15,78       |
| Eleftheria Evgenia Efstathiou                                          | 800m vrije slag (v)   | 28e       | serie 4: 8ste in 8.41,65      |
| Stella Boumi                                                           | 200m rugslag (v)      | 29e       | serie 2: 5de in 2.14,73       |
| Angeliki Exarchou                                                      | 100m schoolslag (v)   | 30e       | serie 4: 6de in 1.10,47       |
| Angeliki Exarchou                                                      | 200m schoolslag (v)   | 39e       | serie 3: 8ste in 2.36,83      |
| Eirini Kavarnou                                                        | 100m vlinderslag (v)  | 41e       | serie 3: 7de in 1.00,74       |
| Eleftheria Evgenia Efstathiou                                          | 200m vlinderslag (v)  | 29e       | serie 1: 1ste in 2.13,27      |
| Marianna Lymperta                                                      | 10km open water (v)   | 11e       | 1:59.42,3                     |

Afghanistan · Albanië · Algerije · Amerikaanse Maagdeneilanden · Amerikaans-Samoa · Andorra · Angola · Antigua en Barbuda · Argentinië · Armenië · Aruba · Australië · Azerbeidzjan · Bahama's · Bahrein · Bangladesh · Barbados · België · Belize · Benin · Bermuda · Bhutan · Bolivia · Bosnië en Herzegovina · Botswana · Brazilië · Britse Maagdeneilanden · Bulgarije · Burkina Faso · Burundi · Cambodja · Canada · Centraal-Afrikaanse Republiek · Chili · China · Chinees Taipei · Colombia · Comoren · Congo-Brazzaville · Congo-Kinshasa · Cookeilanden · Costa Rica · Cuba · Cyprus · Denemarken · Djibouti · Dominica · Dominicaanse Republiek · Duitsland · Ecuador · Egypte · El Salvador · Equatoriaal-Guinea · Eritrea · Estland · Ethiopië · Fiji · Filipijnen · Finland · Frankrijk · Gabon · Gambia · Georgië · Ghana · Grenada · Griekenland · Groot-Brittannië · Guam · Guatemala · Guinee · Guinee‑Bissau · Guyana · Haïti · Honduras · Hongarije · Hongkong · Ierland · IJsland · India · Indonesië · Irak · Iran · Israël · Italië · Ivoorkust · Jamaica · Japan · Jemen · Jordanië · Kaaimaneilanden · Kaapverdië · Kameroen · Kazachstan · Kenia · Kirgizië · Kiribati · Koeweit · Kroatië · Laos · Lesotho · Letland · Libanon · Liberia · Libië · Liechtenstein · Litouwen · Luxemburg · Macedonië · Madagaskar · Malawi · Malediven · Maleisië · Mali · Malta · Marshalleilanden · Marokko · Mauritanië · Mauritius · Mexico · Micronesië · Moldavië · Monaco · Mongolië · Montenegro · Mozambique · Myanmar · Namibië · Nauru · Nederland · Nederlandse Antillen · Nepal · Nicaragua · Nieuw-Zeeland · Niger · Nigeria · Noord-Korea · Noorwegen · Oeganda · Oekraïne · Oezbekistan · Oman · Oostenrijk · Oost‑Timor · Pakistan · Palau · Palestina · Panama · Papoea-Nieuw-Guinea · Paraguay · Peru · Polen · Portugal · Puerto Rico · Qatar · Roemenië · Rusland · Rwanda · Saint Kitts en Nevis · Saint Lucia · Saint Vincent en Grenadines · Salomonseilanden · Samoa · San Marino · Sao Tomé en Principe · Saoedi-Arabië · Senegal · Servië · Seychellen · Sierra Leone · Singapore · Slovenië · Slowakije · Soedan · Somalië · Spanje · Sri Lanka · Suriname · Swaziland · Syrië · Tadzjikistan · Tanzania · Thailand · Togo · Tonga · Trinidad en Tobago · Tsjaad · Tsjechië · Tunesië · Turkije · Turkmenistan · Tuvalu · Uruguay · Vanuatu · Venezuela · Verenigde Arabische Emiraten · Verenigde Staten · Vietnam · Wit-Rusland · Zambia · Zimbabwe · Zuid-Afrika · Zuid-Korea · Zweden · Zwitserland
Uitgesloten van deelname: Brunei